# テルビウム
テルビウム (英: terbium [ˈtɜrbiəm]) は原子番号65の元素。元素記号は Tb。希土類元素、ランタノイド元素に属す。

## 名称
スウェーデンの小さな町イッテルビー (Ytterby) にちなんで名づけられた。イッテルビーからは、テルビウムの他、イットリウム、イッテルビウム、エルビウムと合計四つの新元素が発見されている。これらの元素はいずれも、イッテルビー から名称の一部をとって命名された。

## 性質
銀白色の金属で、常温、常圧で安定な結晶構造は六方最密充填構造 (HCP)。比重は8.25、融点は1356 °C、沸点は3123 °C（2750 °Cという実験値もあり）。
水にゆっくりと溶ける。酸に易溶。空気中で表面が酸化され、高温で燃えて Tb2O3、更に Tb4O7 となる。ハロゲンとも激しく反応する。原子価は+3、+4価で、4f8 の電子配置を取る淡紅色の+3価のイオン Tb3+ が安定である。水溶液中では+4価は不安定であり、Tb4O7 など高酸化状態のものを含む酸化物を酸に溶解すると酸素を発生して分解し、+3価に変化する。
{\displaystyle {\ce {4Tb^{4+}(aq) + 2H2O\ =\ 4Tb^{3+}(aq) + 4H^+(aq) + O2}}}
低温では強磁性を示し、キュリー温度 TN は-52 °C (221 K) である。
地殻中の存在量は希土類としては比較的少ない。ガドリン石、セル石、ゼノタイムなどに含まれる。

## 用途
テレビのブラウン管、水銀灯の蛍光体の材料に利用される。鉄-コバルト-テルビウム合金は光磁気ディスクの磁性膜の材料として、鉄-ジスプロシウム-テルビウム合金はプリンターの印字ヘッドに利用される。磁性ガラスには磁性を担う酸化テルビウムが添加される。

## 歴史
2025年4月、アメリカ合衆国は、中国を含む対米貿易赤字額が大きい国・地域に相互関税を賦課すると発表。これに中国は、テルビウムを含む7つの中・重希土類の輸出規制を通告して対抗した。

## テルビウムの化合物
- 酸化テルビウム(III) (Tb2O3)
- 酸化テルビウム(III,IV) (Tb4O7)
- テルビウムガリウムガーネット (Tb3Ga5O12)